# Basketbol'nij klub Dnipro
Il BK Dnipro è una società cestistica, avente sede a Dnipro, in Ucraina. Fondata nel 2003, gioca nel campionato ucraino.
Disputa le partite interne nella DS Meteor, che ha una capacità di 5.600 spettatori.

## Palmarès
- Campionato ucraino: 4

2015-2016, 2019-2020, 2023-2024, 2024-2025
- Coppa d'Ucraina: 6

2011, 2017, 2018, 2019, 2024, 2025